# Klas Anshelm
Klas Anshelm (* 4. Februar 1914 in Annedal (Göteborg); † 6. Mai 1980 in Lund) war ein schwedischer Architekt und Künstler.

## Leben
Anshelm wuchs in Göteborg auf und studierte an der dortigen Technischen Hochschule Chalmers (CTH) unter Melchior Wärnstedt und Sigurd Lewerentz Architektur.:17:4
Nach seinem Hochschulabschluss im Jahr 1940 fand er eine Anstellung beim Architekten Hans Westman in Lund und wechselte vier Jahre später in das Architekturbüro Wejke & Odeen in Stockholm. Dort war Anshelm für die Erweiterung des Campus der Universität Lund zuständig.
1947 eröffnete er in Lund sein eigenes Architekturbüro.:4 Am Anfang seiner Selbstständigkeit spezialisierte er sich auf die Architektur von Industrie- und Wissenschaftsgebäuden. Er sicherte sich umfangreiche Aufträge der Universitäten von Göteborg und der von Lund.:4
Neben der Ehrendoktorwürde der Universität Lund (1973) wurde Anshelm zu Lebzeiten mehrfach für sein Werk ausgezeichnet: 1974 mit dem Kasper Salin-Preis und 1978 mit der schwedischen Prins Eugen-Medaille.
Anshelm war verheiratet, sein Sohn ist der Architekt und Fotograf Sören Anshelm.:20

## Werk

### Architektur
Anshelm folgte in seinen Entwürfen zeitlebens einem später von Kay Fisker als Dänischer Funktionalismus beschrieben Stil: Die Fundamente der tragenden Mauern sind aus Beton, die Mauern und tragenden Wände wiederum sollen schnörkellos und von einer Dicke von 1,5 Steinen sein. Fenster sind entweder traditionelle Öffnungen in den Mauern oder vertikale Glasstreifen. Horizontale Fenster sind nur erlaubt, wenn sie sich oberhalb der gemauerten Wände befinden. Decken sind entweder flach oder von geringer Neigung ohne Abhängung. Die Eingänge zu den Gebäuden sind ebenerdig, und mit hart gebrannten Fliesen ausgelegt.:5
Trotz dieser sehr einschränkenden Prinzipien passte Anshelm seine Entwürfe detailliert an die örtlichen Gegebenheiten an.:6
Das größte Bauwerk, das Anshelm in diesem Stil errichtete war das 9-stöckige Bürogebäude für die Sydkraft Aktiebolag, der heutigen E.ON Sverige AB, in Malmö (1962–1971)::6  Mauern aus vollem Stein, mit einer Dicke von drei Steinen, die dem Bauwerk eine beinahe gotische Struktur verleihen.:186–189:6 Neben den gebrannten Steinen aus der jeweiligen Region griff Anshelm auch immer wieder auf mehr oder weniger unbehauenem Naturstein zurück. Es sind diese Wände, die seinen Bauten das charakteristische, solide und den Naturgewalten trotzende Aussehen gaben.
Im Rahmen seiner Tätigkeit sammelte er besonders geglückte Einzellösungen, die er in späteren Werken nach Belieben wiederholte und kombinierte. Ein Musterbeispiel für diese Art der Architektur findet sich im Gebäude der Ingenieurwissenschaftlichen Fakultät der Universität Lund aus den frühen 1960er Jahren.
Der überwiegende Teil von Anshelms Architektur findet sich in Lund, insbesondere in den Gebäuden der Universität. Als seine Hauptwerke gelten::4 Lunds konsthall (Kunsthalle Lund, 1954–56),:110–115:14–25 Lunds stadshall (Stadthalle Lund, 1961–64):196–203:26–37sowie Malmö konsthall (Kunsthalle Malmö, 1971–73).:232–241:52–61

### Skulpturen
Neben den Gebäuden schuf Anshelm zahlreiche Skulpturen. Exemplarisch seinen die Fontän (gläserner Brunnen, 1962) vor dem Haupteingang der Sydkraft AB in Malmö:36ff.:189 und das Trådmodell av transcendental regelyta, (Drahtmodell einer transzendenten Regelfläche, 1966) vor dem Gebäude der Mathematischen Institute der Universität Lund,:152 sowie die LTH-Fontän (gläsernes Wasserspiel, 'Stahl, Glas, Wasser', 1960–1969) in der Technischen Hochschule Lund:36ff.:162f.:245 genannt.

## Rezeption
Der Designer Åke Axelsson entwarf 1995 den Stuhl 'Anselm' bzw. später 'Anselm I' in Gedenken an Klas Anshelm: Er kombiniert klare Linien und plane Flächen mit Sitzkomfort. Charakteristisch ist die als Griff fungierende kreisrunde Aussparung in der Lehne. Mit dem 'Anshelm II' aus dem gleichen Jahr kombinierte er Anshelms Idee der Verarbeitung unbearbeiteter Materialien in einem Stuhl: Die Armlehne und die mit ihr verbundenen, hinteren Stuhlbeine sind aus unbehandeltem Birkenholz gefertigt. Die Stapelfähigkeit und damit die beliebige Wiederholbarkeit des Designeelements Stuhl, ist eine Hommage an die Modularität von Klas Anshelms Entwürfen.

## Charakteristische Architekturbeispiele

### Lunds konsthall (Kunsthalle Lund, 1954–1956)

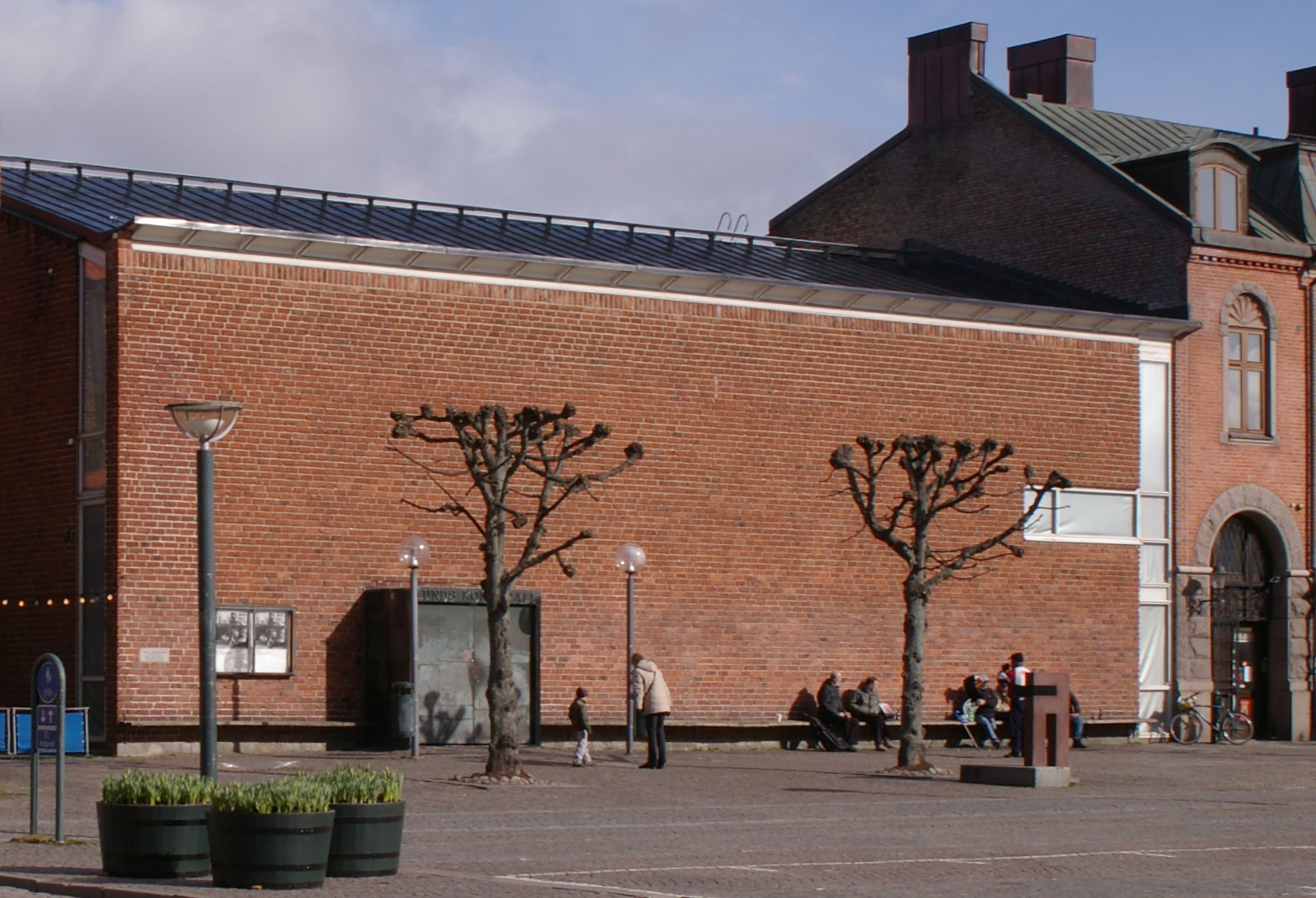
Außenansicht.
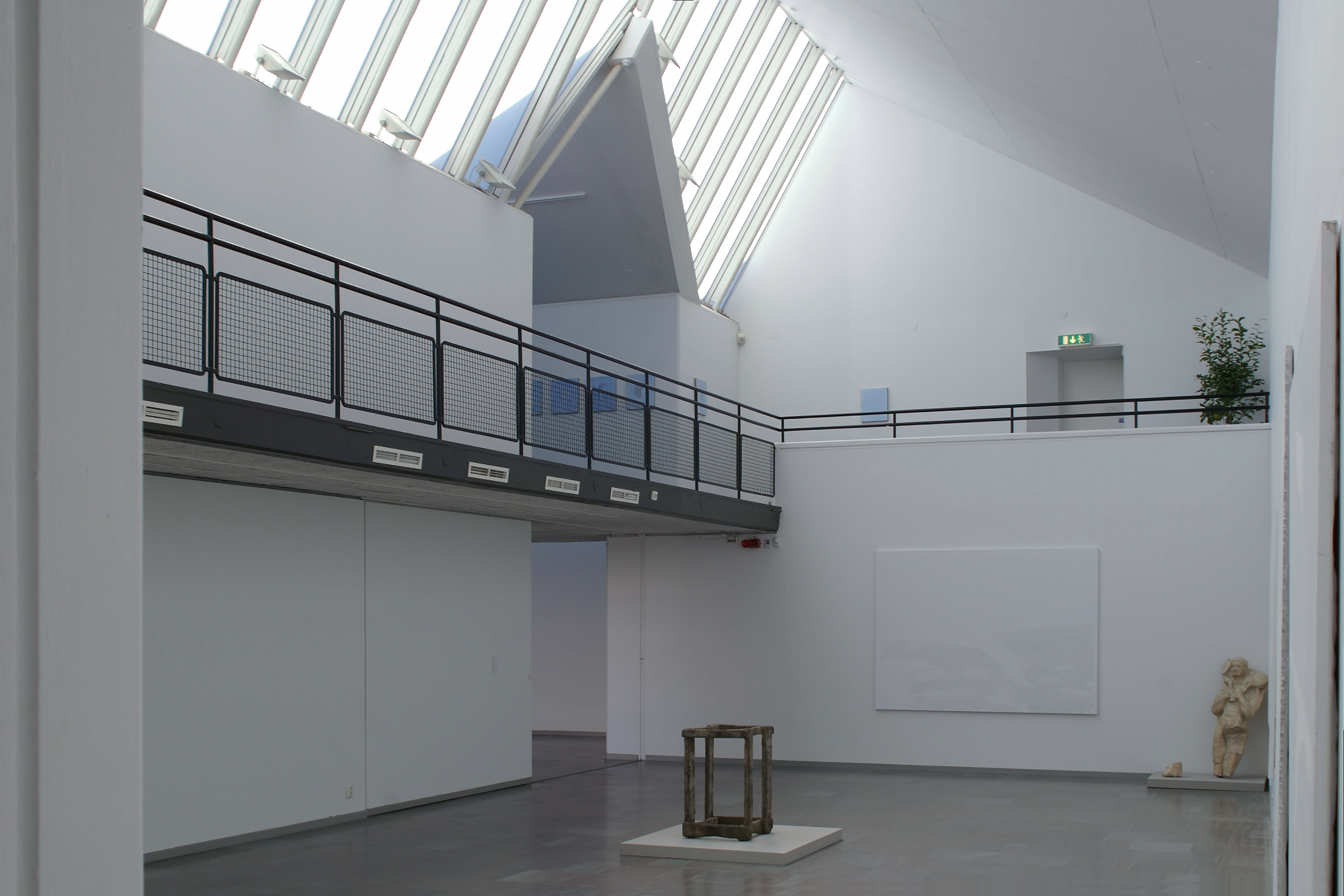
Haupthalle.
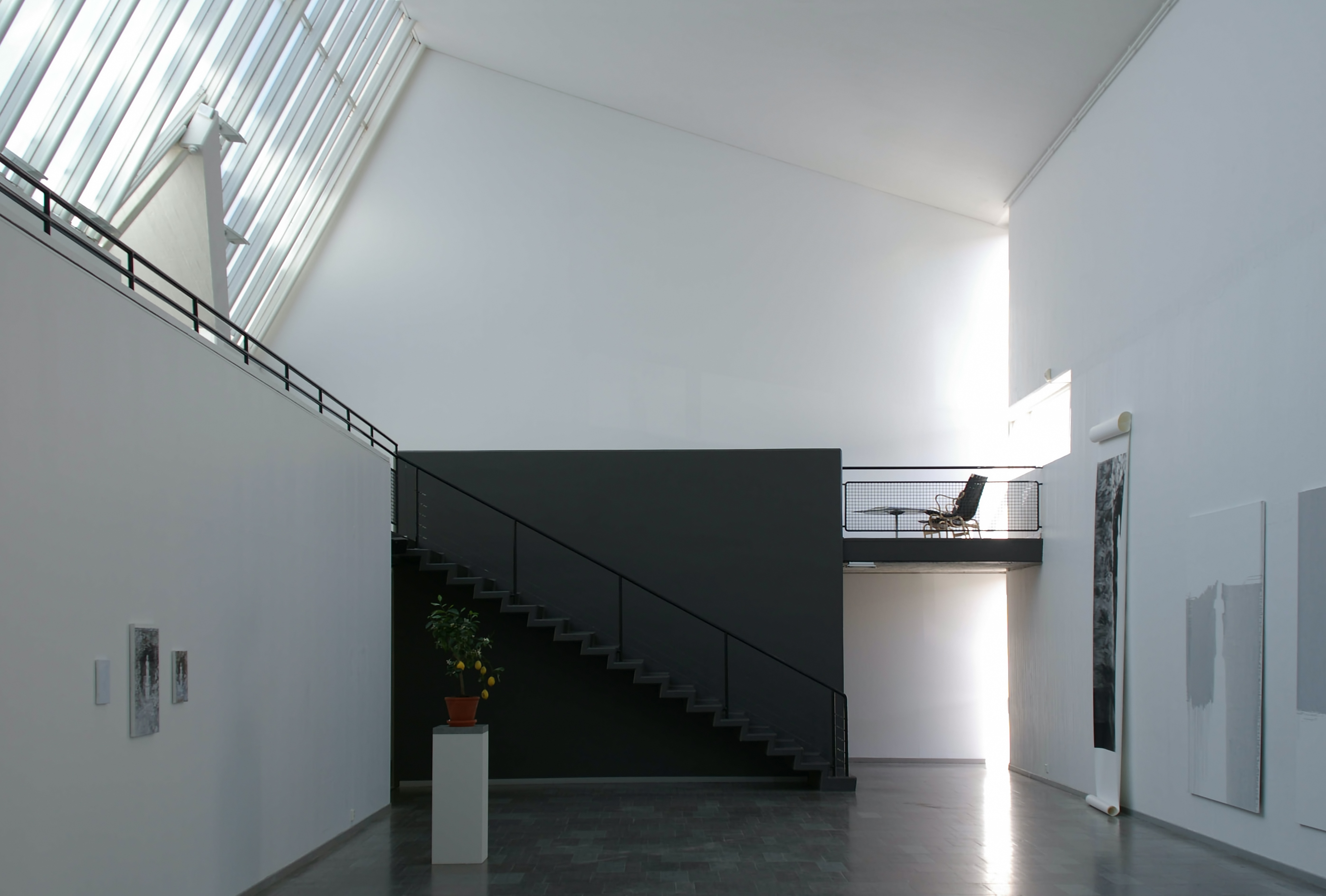
Haupthalle, Seitenansicht mit Fenster (rechts).
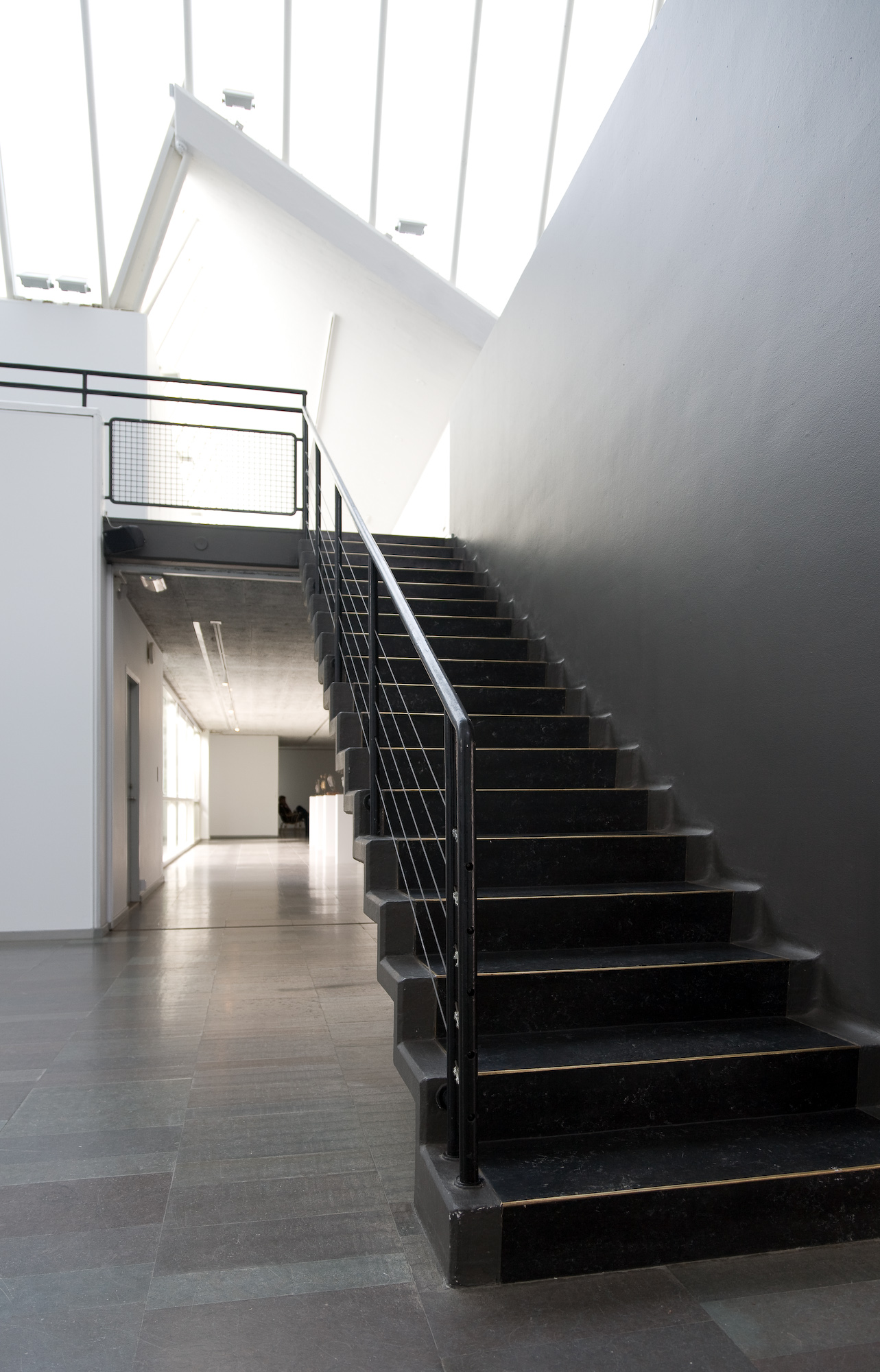
Seitlicher Treppenaufgang.
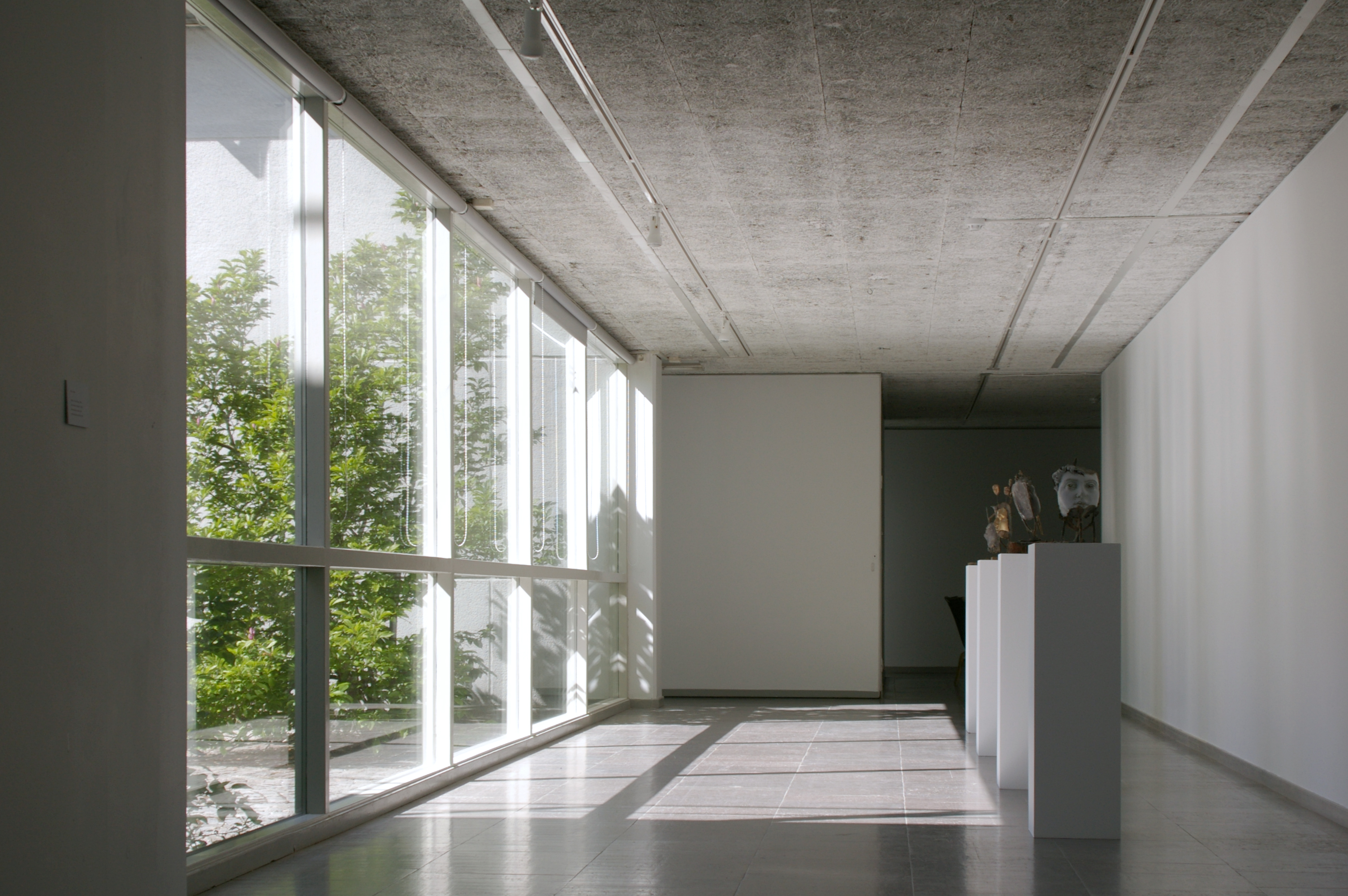
Innenansicht.

### Lunds stadshall (Rathaus Lund, 1961–1964)

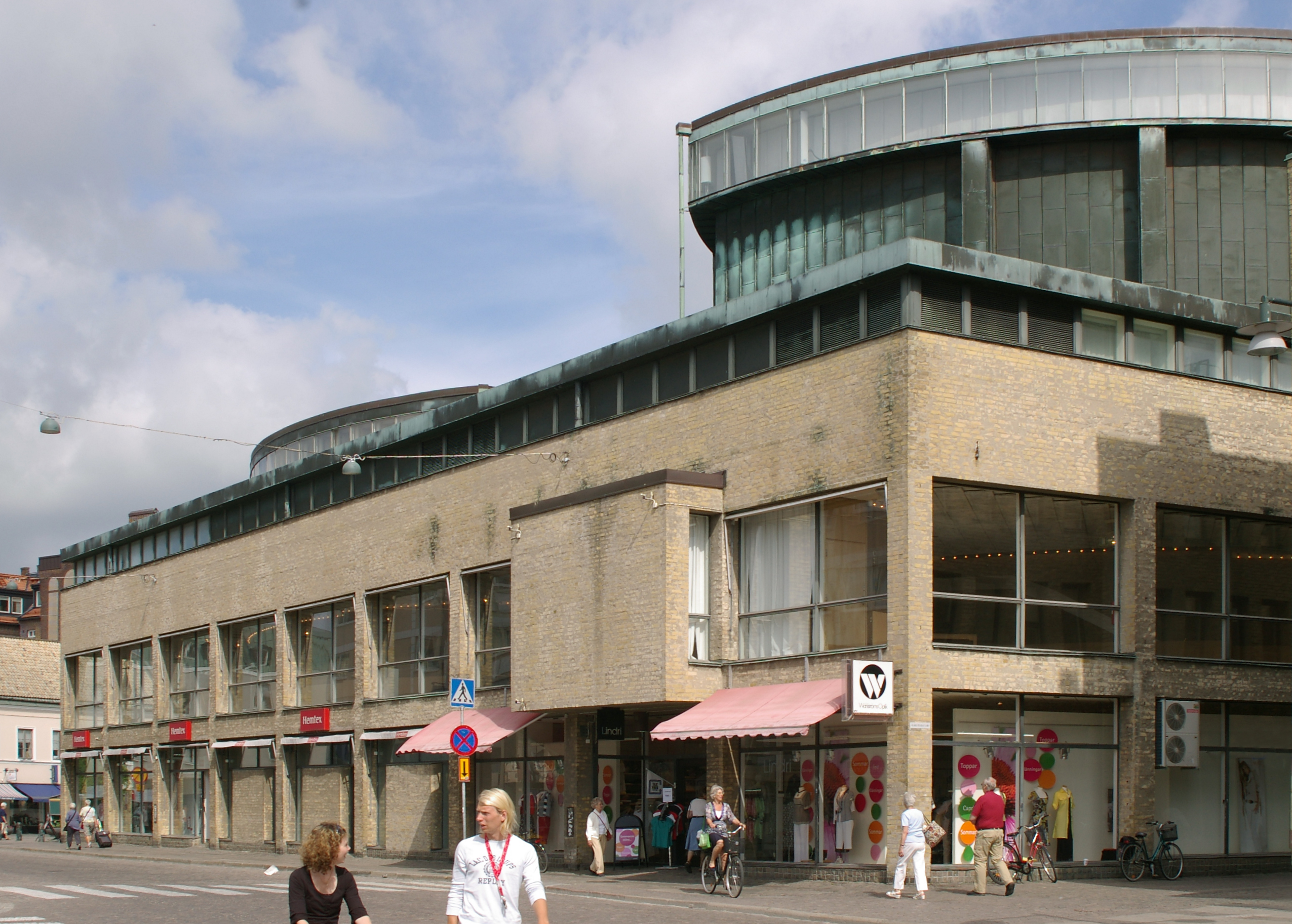
Südseite.
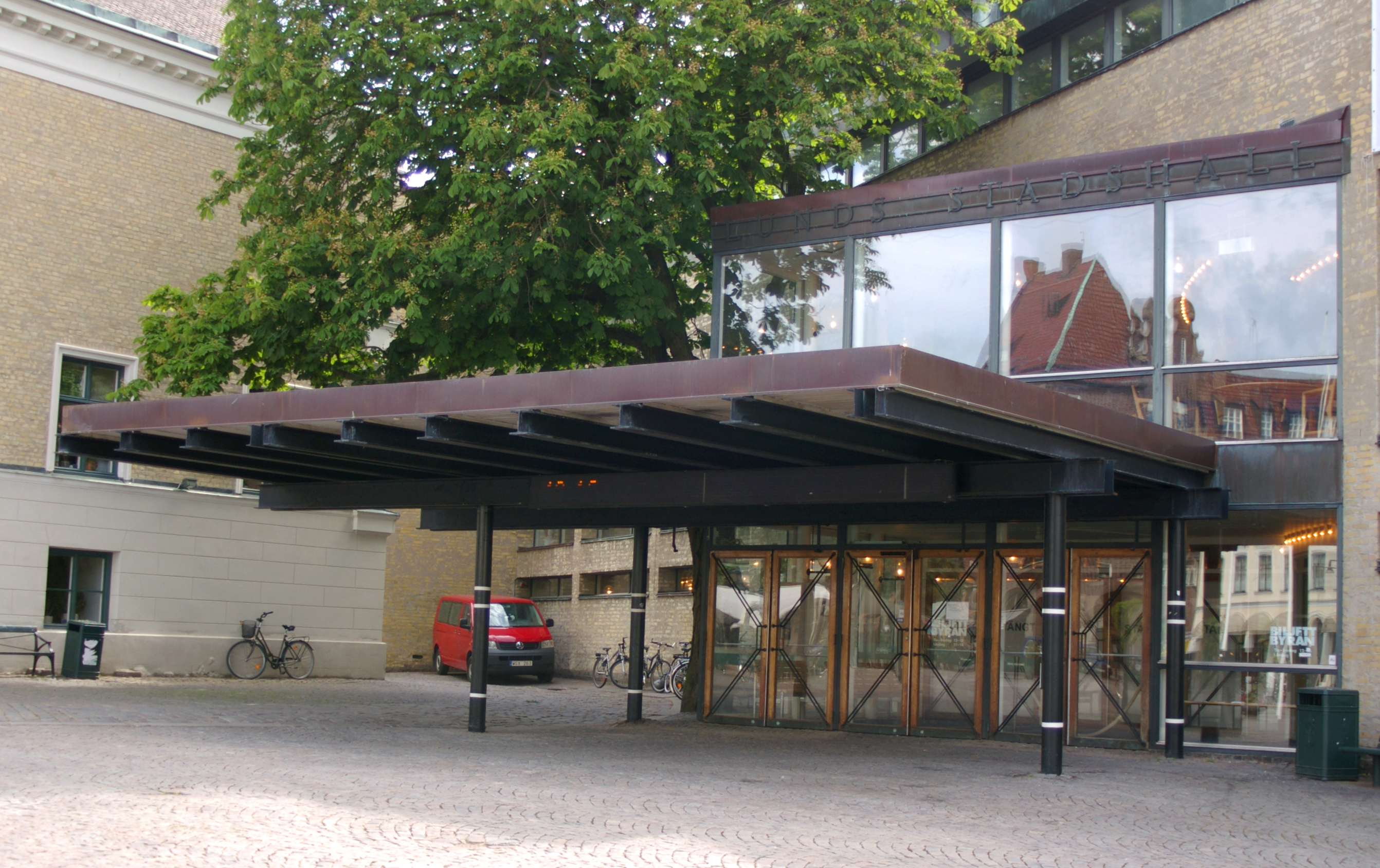
Eingangsportal.
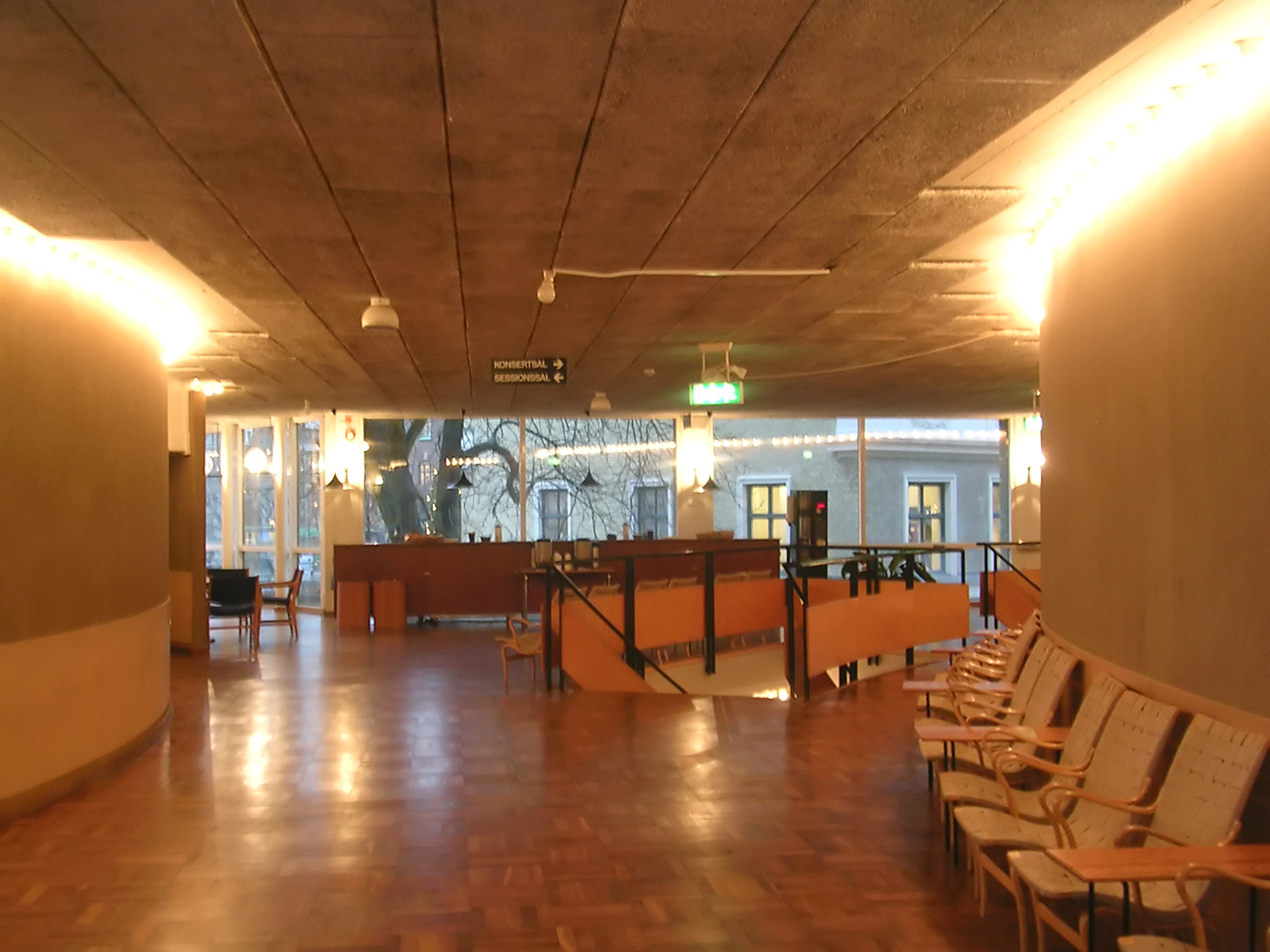
1. Stock, Flurbereich.

### Malmö konsthall (Kunsthalle Malmö, 1971–1973)

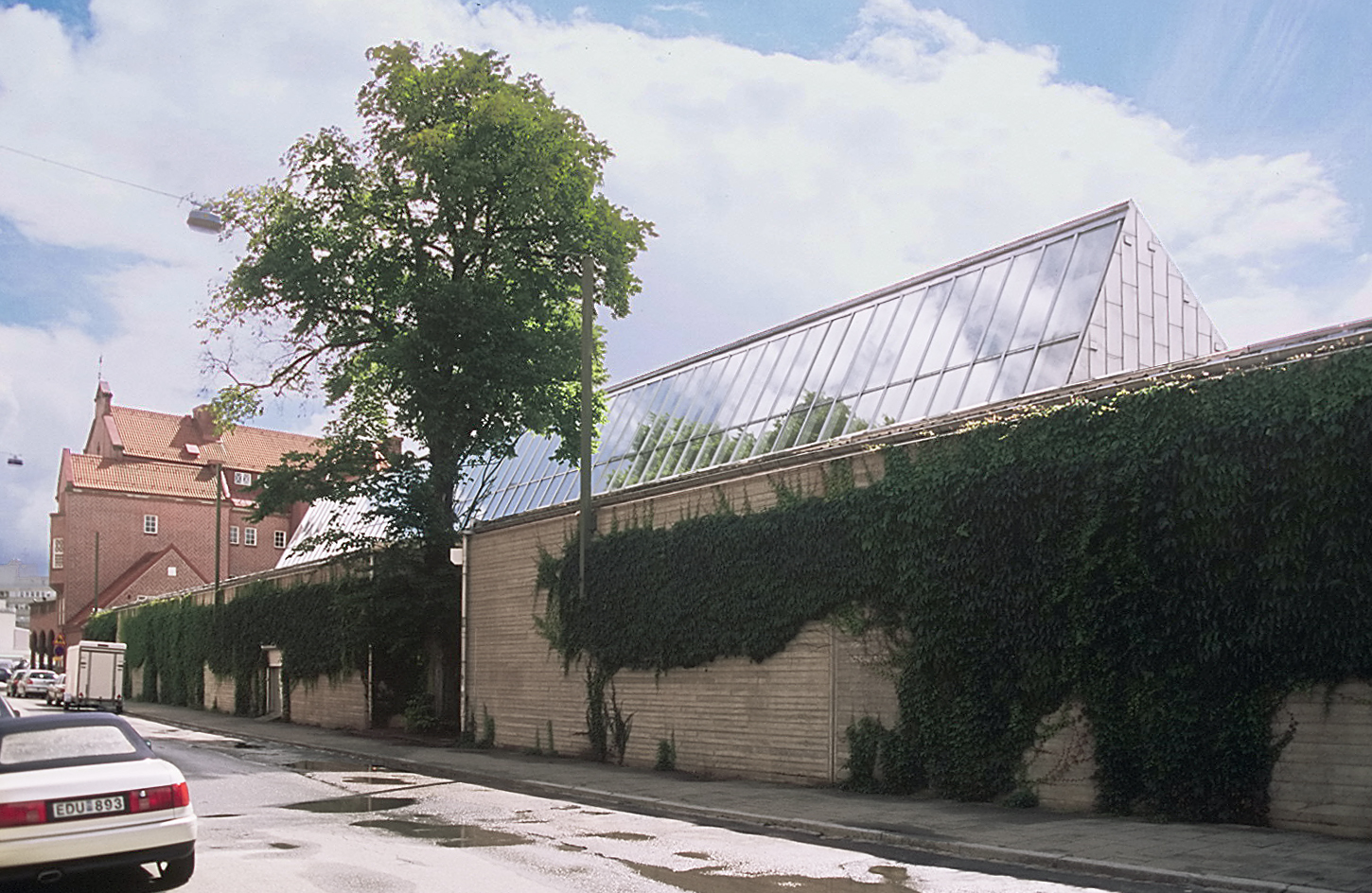
Nordseite der Kunsthalle. Dachaufbau für die Beleuchtung des Innenraums und Aussparung in der Seitenwand für einen Baum.
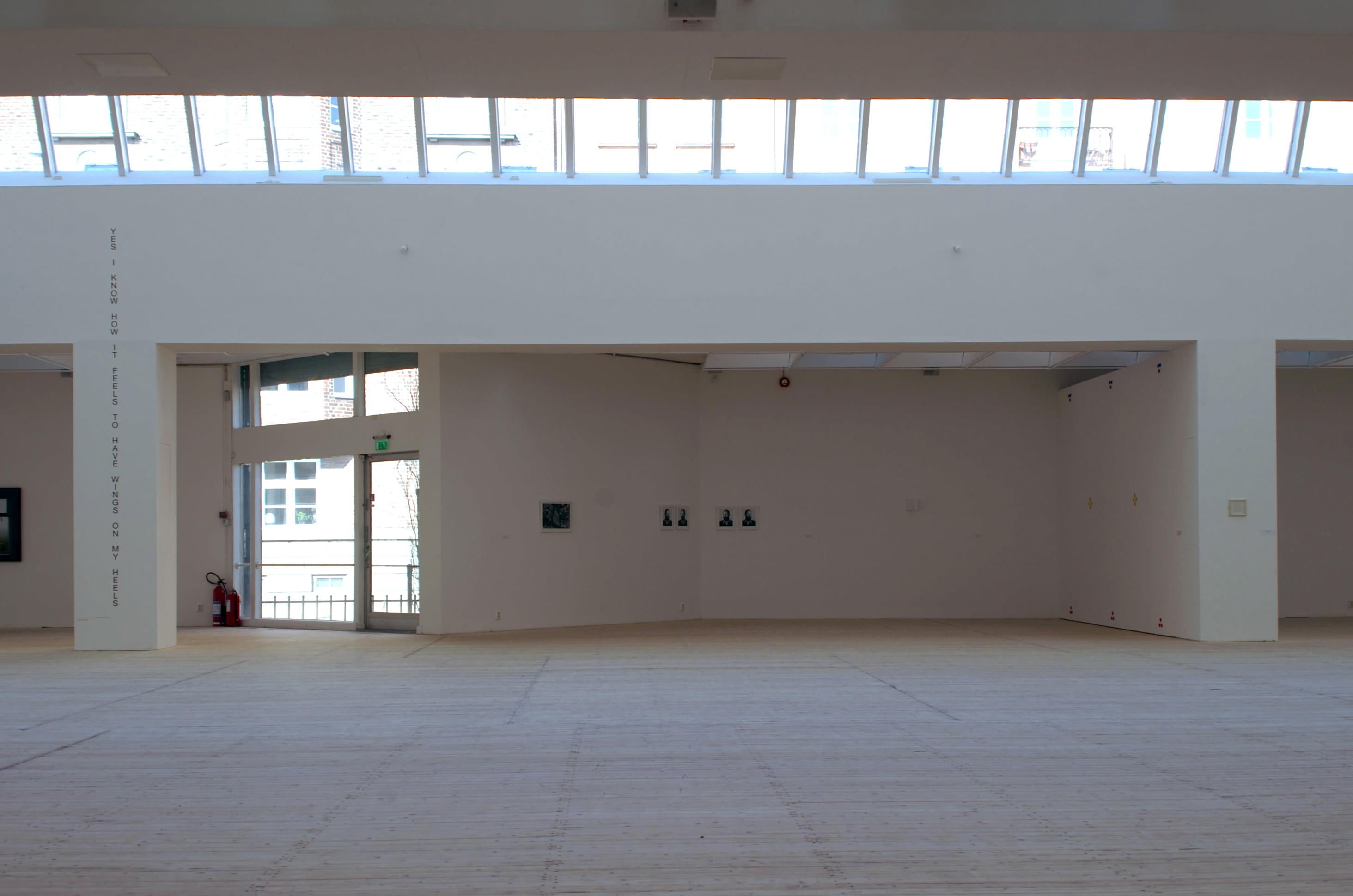
Ausstellungsraum, Blick auf den Eingangsbereich.
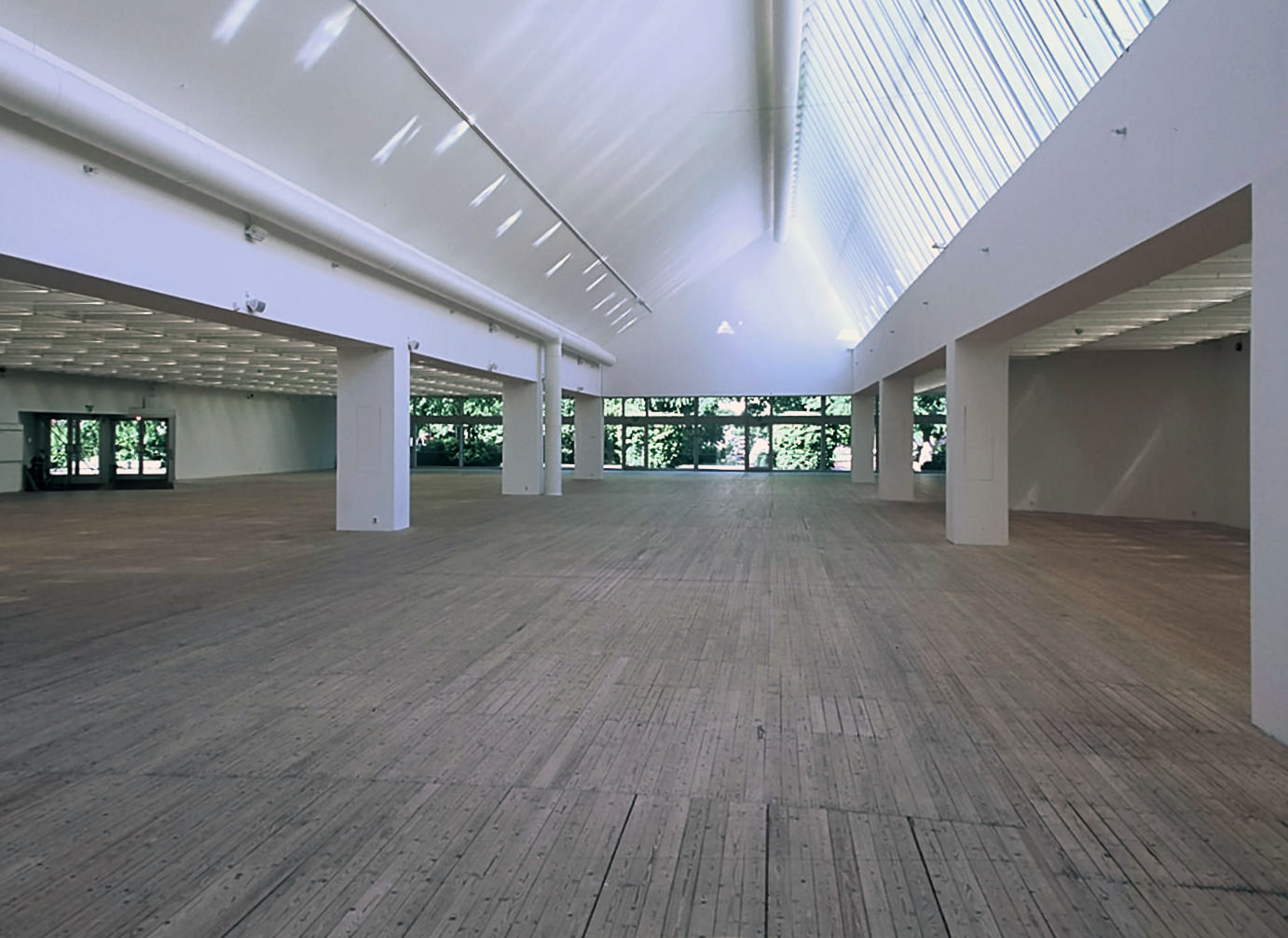
Ausstellungsraum, Beleuchtet durch großen Deckenfluter.
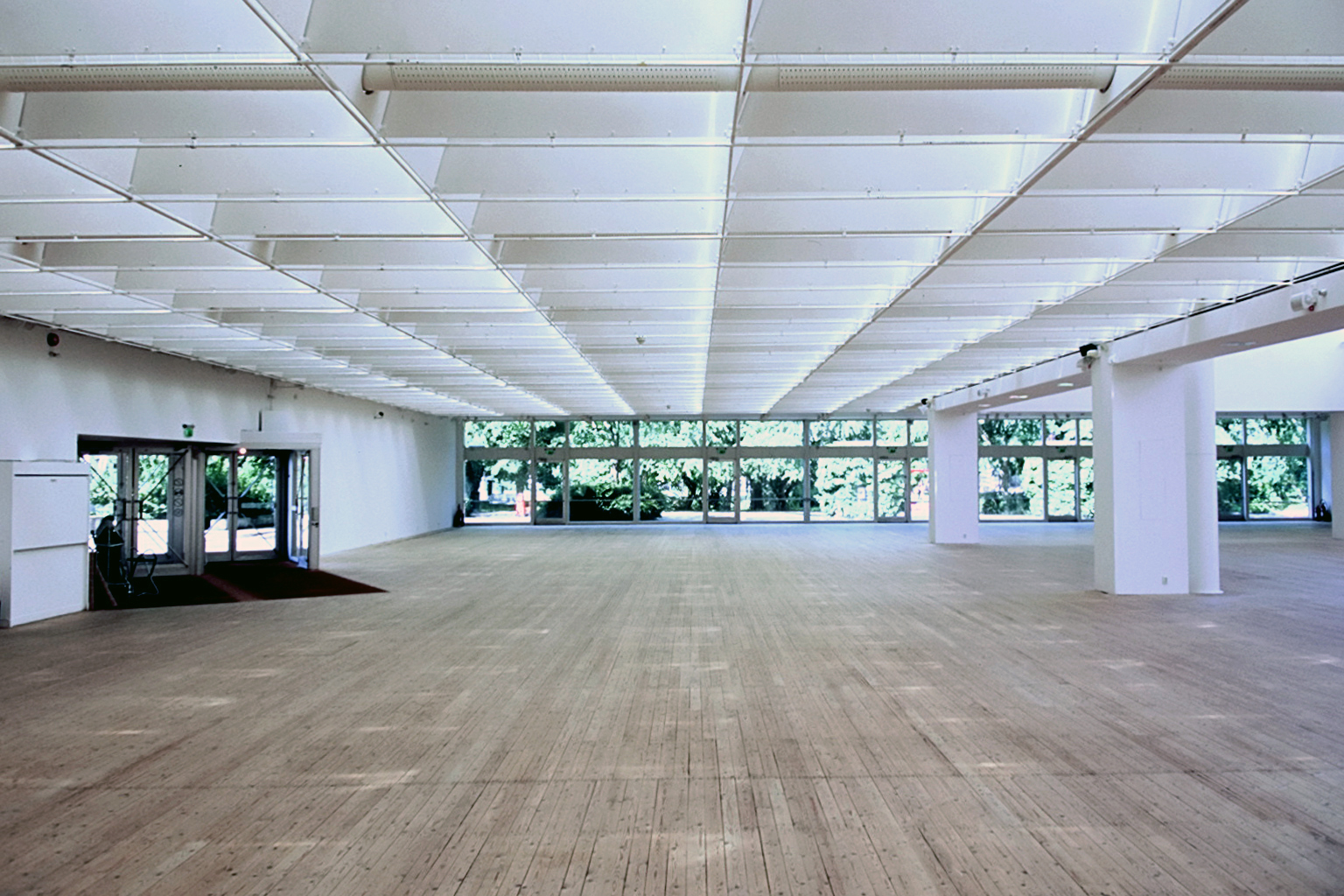
Ausstellungsraum, Beleuchtet durch zahlreiche kleine Deckenfluter.
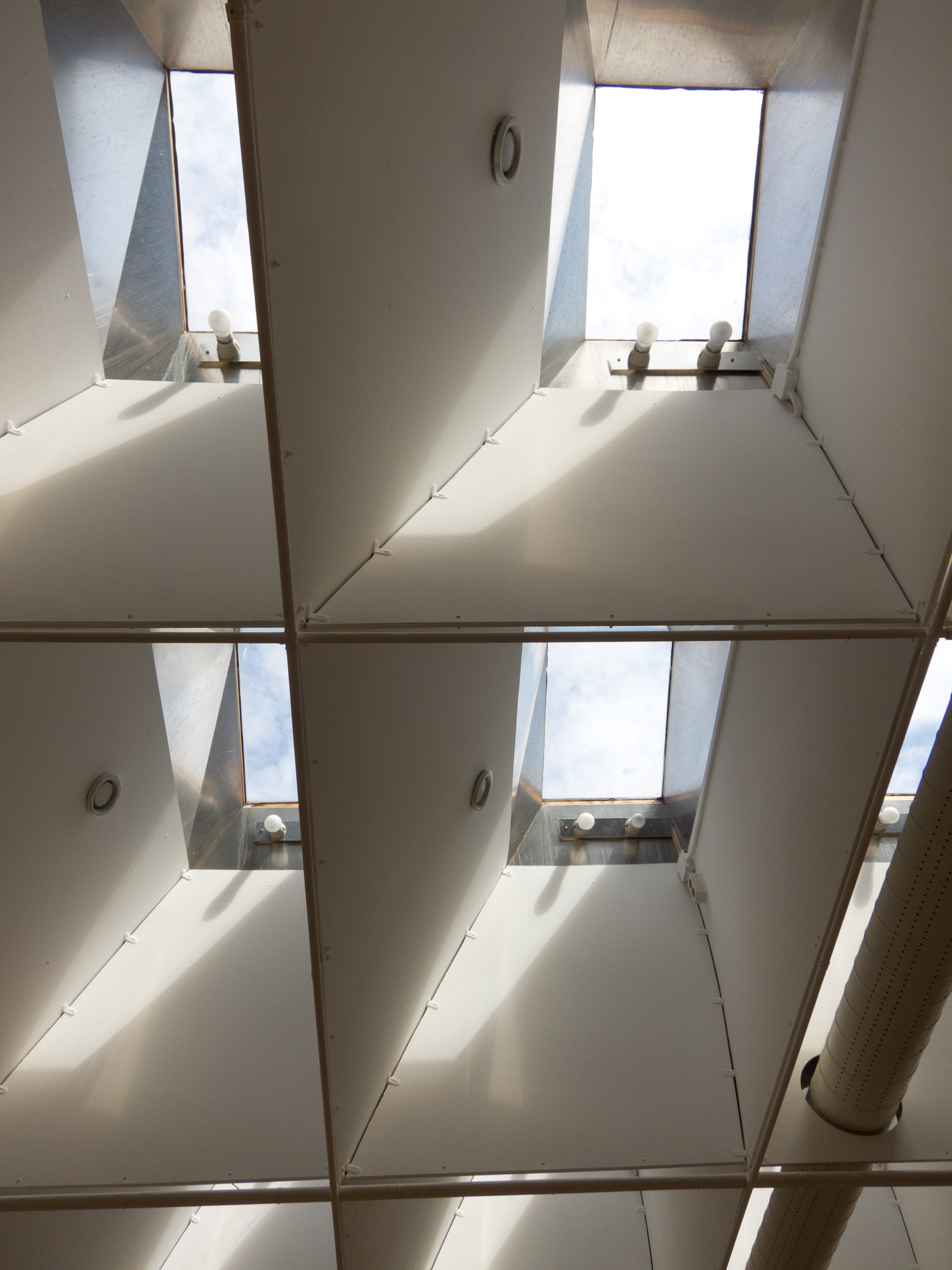
Modular aufgebauter, sich endlos wiederholende Deckenbeleuchtung (detail).

## Skulpturen

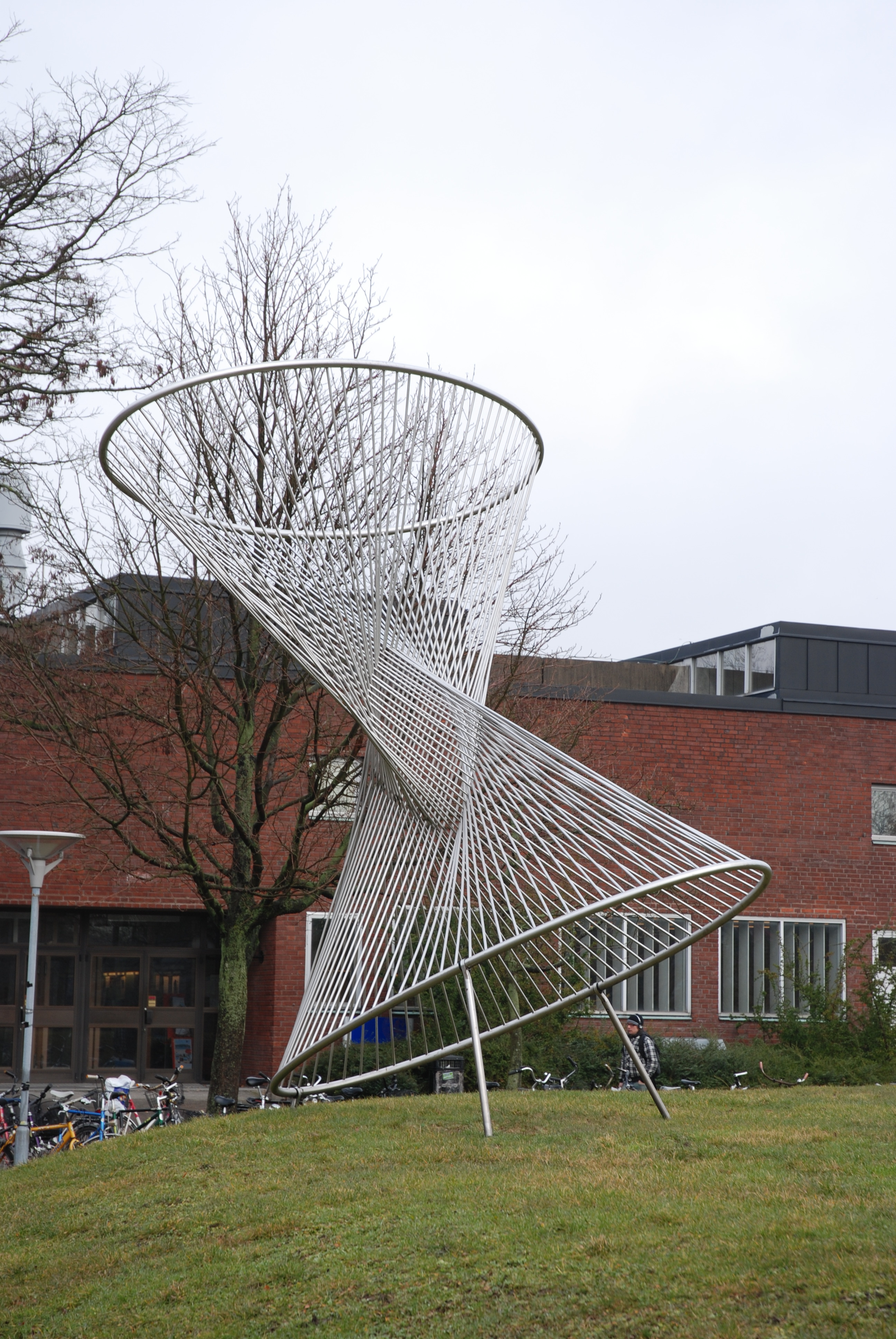
Drahtmodell einer transcendentalen Regelfläche, 1966, Edelstahl.
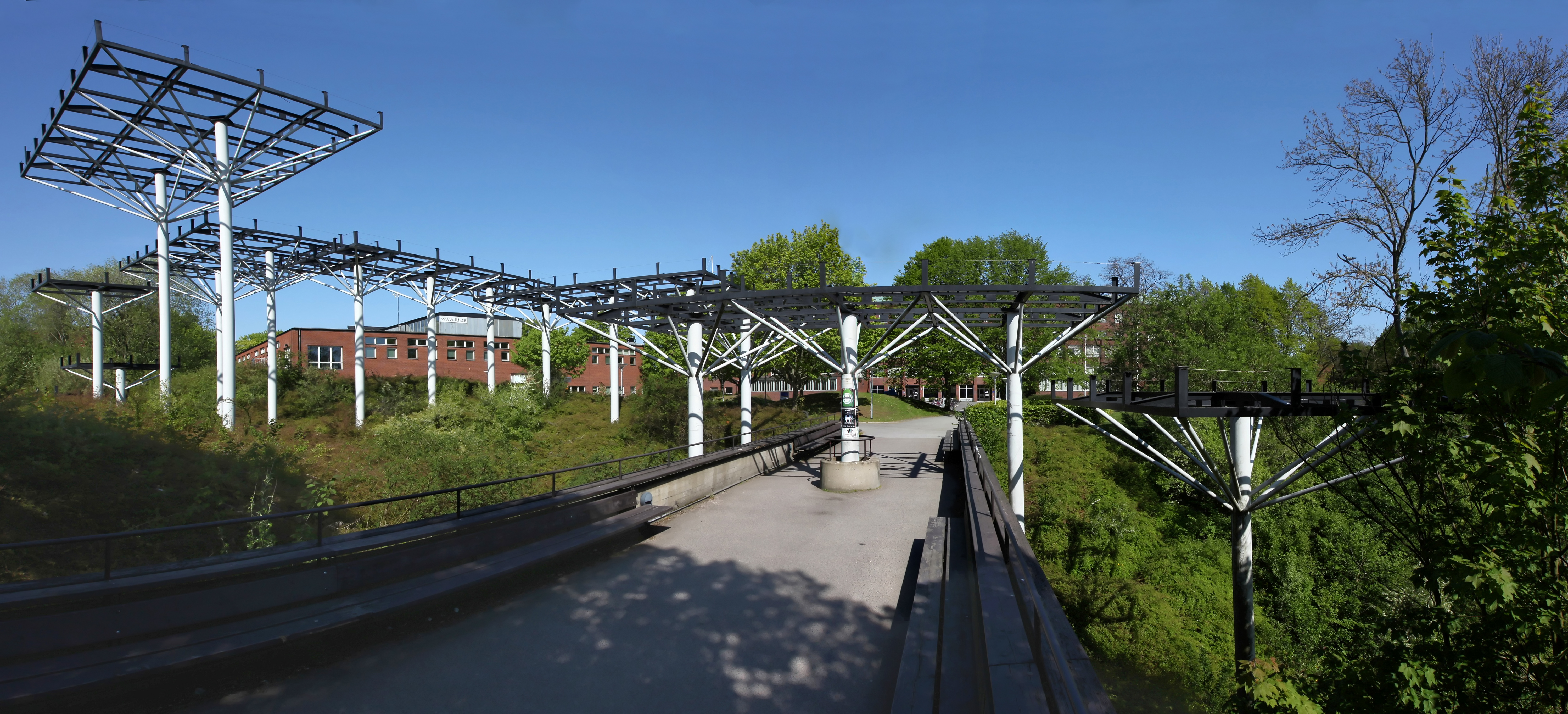
LTH-Fontän: Wasserspiel zwischen zwei Seen, 1969, Stahl und Glas.

## Bauten von Klas Anshelms Architekturbüro
| Jahr (Beginn) | Jahr (Ende) | Ort             | Beschreibung | Arbeit                  | Zustand      | Geokoordinaten | Publiziertes Bildmaterial |
| ------------- | ----------- | --------------- | --- | ----------------------- | ------------ | -------------- | ------------------------- |
| 1947          | 1947        | Mariestad       | Landsstadtshus, Entwurf 1947, Bau 1953                                                                          | Neubau                  | Original     | Geokoordinaten | :52ff.                    |
| 1948          | 1953        | Lund            | Universität Lund, Sölvegatan, Medicinarlängan, (Physiologisches Institut)                                       | Neubau                  | Teilerhalten | Geokoordinaten | :58ff.                    |
| 1948          | 1978        | Lund            | Universität Lund, (Technologiezentrum, Jurazentrum, Anatomie, Genetik, Geschichte, Klassik, Physik)             | Umbau und Erweiterung   |              |                |                           |
| 1959          | 1959        | Lund            | CWK Gleerup AB, Oresundsvägen, (Verlagshaus)                                                                    | Neubau                  |              |                |                           |
| 1951          | 1951        | Lund            | AB Svensk Torvförädling, (Forschungslabor)                                                                      | Neubau                  |              |                |                           |
| 1951          | 1957        | Lund            | Universitätsbibliothek (UB 1), Helgonabacken                                                                    | Umbau und Erweiterung   |              |                |                           |
| 1951          | 1965        | Landskrona      | Landsverk AB, (Montagehalle und Berufsschule)                                                                   | Neubau                  |              |                |                           |
| 1952          | 1952        | Lund            | Villa Rausing                                                                                                   | Neubau                  |              |                |                           |
| 1952          | 1969        | Lund            | S:t Lars sjukhus, (Krankenhaus: Behandlungspavillons, Ergotherapie, medizinisches Zentrum)                      | Neubau                  |              |                |                           |
| 1954          | 1954        | Alnarp          | Statens Maskinprovningar, (Prüfungshalle)                                                                       | Neubau                  |              |                |                           |
| 1954          | 1959        | Göteborg        | Universität Göteborg, Medicinarberget, (Medizinische Institutionen und Bibliothek)                              | Neubau                  |              |                |                           |
| 1955          | 1955        | Lund            | Brio AB, Södra vägen, (Schokoladenfabrik)                                                                       | Neubau                  |              |                |                           |
| 1955          | 1955        | Lund            | Bibliotekstjänst AB, Tornavägen                                                                                 | Neubau                  |              |                |                           |
| 1955          | 1969        | Lund            | Wohnhaus, Kävlingevägen                                                                                         | Umbau und Restaurierung |              |                |                           |
| 1956          | 1956        | Lund            | Lunds konsthall, Mårtenstorget                                                                                  | Neubau                  | Original     | Geokoordinaten | :108ff.                   |
| 1956          | 1956        | Lund            | Medeltidshallen, Kulturen, (Ausstellungshalle)                                                                  | Neubau                  |              |                |                           |
| 1956          | 1963        | Arlöv           | Svenska Sockerfabriks AB, (Forschungslabor und Hörsaal)                                                         | Neubau                  |              |                |                           |
| 1958          | 1958        | Kristianstad    | Landsstatshus                                                                                                   | Neubau                  | Original     | Geokoordinaten | :138                      |
| 1958          | 1958        | Barsebäckhamn   | Fritidshus (10 Ferienhäuser)                                                                                    | Neubau                  | Teilerhalten | Geokoordinaten | :137                      |
| 1958          | 1968        | Lund            | Lunds Nation, Agardhsgatan                                                                                      | Neubau                  |              |                |                           |
| 1959          | 1959        | Lund            | CWK Gleerup AB, Oresundsvägen, (Verlagshaus)                                                                    | Neubau                  |              |                |                           |
| 1959          | 1959        | Lund            | "Pelarsalarna", Universitetshuset, "Sparta"                                                                     | Umbau des Kellers       |              |                |                           |
| 1959          | 1959        | Hälleviksstrand | Sommarhus Rehnberg                                                                                              | Neubau                  |              |                |                           |
| 1959          | 1959        | Lund            | Textilhallen, Kulturen, (Ausstellungshalle)                                                                     | Neubau                  |              |                |                           |
| 1959          | 1959        | Lund            | Östarpshallen, Kulturen, (Ausstellungshalle)                                                                    | Neubau                  |              |                |                           |
| 1960          | 1960        | Lund            | Polhemsskolan, Trollebergsvägenj, (Berufsschule)                                                                | Neubau                  |              |                |                           |
| 1960          | 1963        | Göteborg        | Chalmers Tekniska Högskola, (Physiklabor, Chemie Institut)                                                      | Neubau                  |              |                |                           |
| 1960          | 1969        | Lund            | Lund Tekniska Högskola: (Mathematik, Maschinenbau, Elektrotechnik, Straßen- und Wasserbau, Architektur, Chemie) | Neubau                  |              |                |                           |
| 1960          | 1969        | Perstorp        | Perstorp AB, (Abteilung für Forschung und Lehre)                                                                | Neubau                  |              |                |                           |
| 1960          | 1973        | Lund            | Universität Lund, (Institut für Pflanzenphysiologie)                                                            | Neubau                  |              |                |                           |
| 1961          | 1961        | Stockholm       | Galleri Blanche, Mynttorget                                                                                     | Umbau                   |              |                |                           |
| 1962          | 1962        | Öland           | Universität Uppsala, (Außenstelle für Ökologen)                                                                 | Neubau                  |              |                |                           |
| 1962          | 1968        | Helsingborg     | Gustav Adolfs kyrka                                                                                             | Restaurierung           |              |                |                           |
| 1962          | 1971        | Malmö           | Sydkraft AB (Kontorhaus), Regementsgatan                                                                        | Neubau                  | Original     | Geokoordinaten | :186ff.                   |
| 1971          | 1971        | Malmö           | Sydkraft AB Datacentral (Rechenzentrum), Reglementsgatan                                                        | Neubau                  | Original     | Geokoordinaten | :190f.                    |
| 1964          | 1964        | Malmö           | Galleri Leger                                                                                                   | Umbau                   |              |                |                           |
| 1964          | 1964        | Åreskutan       | Fjällstuga | Neubau                  |              |                |                           |
| 1964          | 1968        | Lund            | Stadthalle und Rathaus, Stortorget                                                                              | Neu- und Umbauten       | Original     | Geokoordinaten | :196ff.                   |
| 1965          | 1965        | Svalöv          | Fridhems folkhögskola, (Volkshochschule)                                                                        | Neubau                  |              |                |                           |
| 1966          | 1970        | Lund            | Rättspsykiatriska kliniker: S:t Lars sjukhus (Forensisch-psychiatrische Kliniken)                               | Neubau                  |              |                |                           |
| 1966          | 1970        | Uppsala         | Rättspsykiatriska kliniker: Ulleråkers (Forensisch-psychiatrische Kliniken)                                     | Neubau                  |              |                |                           |
| 1966          | 1970        | Göteborg        | Rättspsykiatriska kliniker: S:t Jörgens sjukhus (Forensisch-psychiatrische Kliniken)                            | Neubau                  |              |                |                           |
| 1968          | 1968        | Lund            | Landstingskansli, Baravägen                                                                                     | Neubau                  | Original     | Geokoordinaten | :212ff.                   |
| 1968          | 1968        | Malmö           | Sjömansgården, Fiskehamnsgatan                                                                                  | Neu- und Umbauten       |              | Geokoordinaten | :218ff.                   |
| 1968          | 1968        | Södertälje      | Villa Högestätt                                                                                                 | Neubau                  |              |                | :222                      |
| 1969          | 1969        | Göteborg        | Villa Westlund                                                                                                  | Neubau                  |              |                | :223                      |
| 1969          | 1969        | Lund            | Arbeitszimmer für Sigurd Lewerentz, Kävlingevägen                                                               | Neubau                  |              |                |                           |
| 1970          | 1970        | Göteborg        | Universität Göteborg, (Hygieneinstitut)                                                                         | Neubau                  |              |                |                           |
| 1970          | 1971        | Göteborg        | Villa Oljelund                                                                                                  | Neubau                  |              |                | :224ff.                   |
| 1972          | 1972        | Alnarp          | Kallförråd, Statens Maskinprovningar, (Kühllager)                                                               | Neubau                  | Original     | Geokoordinaten | :230f.                    |
| 1973          | 1973        | Malmö           | Kunsthalle Malmö, Magistratsparken                                                                              | Neubau                  | Original     | Geokoordinaten | :232ff.                   |
| 1973          | 1973        | Lund            | Atelje Trotzig, Västergatan                                                                                     | Neubau                  |              |                |                           |
| 1974          | 1974        | Lund            | Bibliotekstjänst AB, Traktorvägen                                                                               | Neubau                  |              |                |                           |
| 1974          | 1974        | Lund            | Bibliotekstjänst AB, Traktorvägen                                                                               | Erweiterung             |              |                |                           |
| 1974          | 1974        | Göteborg        | Chalmers Tekniska Högskola, "Trapphuset" Forskarhus 2                                                           | Neubau                  |              |                |                           |
| 1975          | 1977        | Lund            | Universität Lund, filialbibliotek UB 2                                                                          | Neubau                  | Original     | Geokoordinaten | :242ff.                   |
| 1976          | 1976        | Lund            | Universität Lund, Hygieneinstitut                                                                               | Neubau                  |              |                |                           |
| 1976          | 1976        | Stockholm       | Halmhus, Ararat, Moderna Museet                                                                                 | Neubau                  |              |                | :246f.                    |
| 1977          | 1977        | Göteborg        | Fiskets hus | Neubau                  |              |                | :248                      |
| 1978          | 1978        | Lund            | Universität Lund, "Absalon", (Sprachlabor)                                                                      | Neubau                  |              |                | :249                      |
| 1978          | 1978        | Lund            | Universität Lund, Gamla Kirurgen, (Weiterbildungsbibliothek)                                                    | Sanierung               |              |                |                           |